# لوان مچدلیدزه
لوان مچدلیدزه (گرجی: ლევან მჭედლიძე؛ زادهٔ ۲۴ مارس ۱۹۹۰) بازیکن فوتبال اهل گرجستان است.
از باشگاه‌هایی که در آن بازی کرده‌است می‌توان به باشگاه فوتبال دیلا گوری، باشگاه فوتبال پالرمو، و باشگاه فوتبال امپولی اشاره کرد.
وی همچنین در تیم‌های ملی فوتبال زیر ۲۱ سال گرجستان، و گرجستان بازی کرده‌است.